# 元现代主义
元现代主义是指通过后现代主义的方式表现出的后现代主义之后的一系列文化议题。许多元现代理论家将其描述为现代主义和后现代主义之间的调解。也有人认为这个词也包含一些前现代（土著的和传统的）文化的元素。元现代主义是描述后现代之后文化的众多尝试之一。

## 词语的历史

为了描述元现代主义的“感觉结构”，韦尔穆伦和范·登·阿克用钟摆的不断摆动比喻表示从现代主义的真诚严肃到后现代主义的讽刺嬉戏。

2002年，加拿大文学理论家琳达·哈钦表示，后现代主义之后出现的事务需要一个新的标签。她写道：“我们只能说：一切都结束了……后现代主义的时代已经过了，即使它的话语策略和意识形态批判仍在存在。就像现代主义一样，仍存在于我们二十一世纪的世界……后现代主义之后需要一个属于自己的新标签。因此，断言，留给读者这一挑战，为了新世纪找到它并命名。” 

### 早期用法
“元现代”一词早在1975年就出现了，当时学者马斯乌德·扎瓦尔扎德用它来描述自20世纪50年代中期以来美国文学叙事中出现的一组文学技巧。 
1999年，莫约·奥克迪吉使用了“元现代”一词，将其应用于当代非裔美国艺术，提出“现代主义和后现代主义的延伸和挑战”。  2002年，安德烈·弗拉尼在分析盖伊·达文波特的作品时，将元现代主义定义为一种“在现代主义之后……既是一种背离，也是一种延续”的美学。  元现代主义和现代主义之间的关系被视为“超越了致敬，是与现代主义方法的重新结合，以解决远远超出现代主义者本身范围或兴趣的主题”。 
2007年，亚历山德拉·杜米特雷斯库将元现代主义描述为部分与后现代主义的一致，部分是后现代主义的出现，部分是对后现代主义的回应，“拥护这样一种观点，即只有在它们的相互联系和不断修正中，才有可能把握当代文化和文学现象的本质。” 

### 韦尔默伦和范·登·阿克
2010年，文化理论家Timotheus Vermeulen和Robin van den Akker使用“元现代主义”一词，对后现代主义之后的理论化做出了重大贡献。  在他们的论文中他们在《元现代主义笔记》中断言，2000 年代的特点是典型现代主义立场的回归，但并没有放弃 1980 年代和 1990 年代的后现代心态。他们认为，元现代主义情感“可以被视为一种知情的天真、务实的理想主义”以回应气候变化、金融危机、政治不稳定和数字革命等近期全球事件。 他们断言，“相对主义、讽刺和模仿艺术为主的后现代文化”已经结束，取而代之的是一种强调参与、情感和通过“讽刺的真诚”讲故事的情感。 

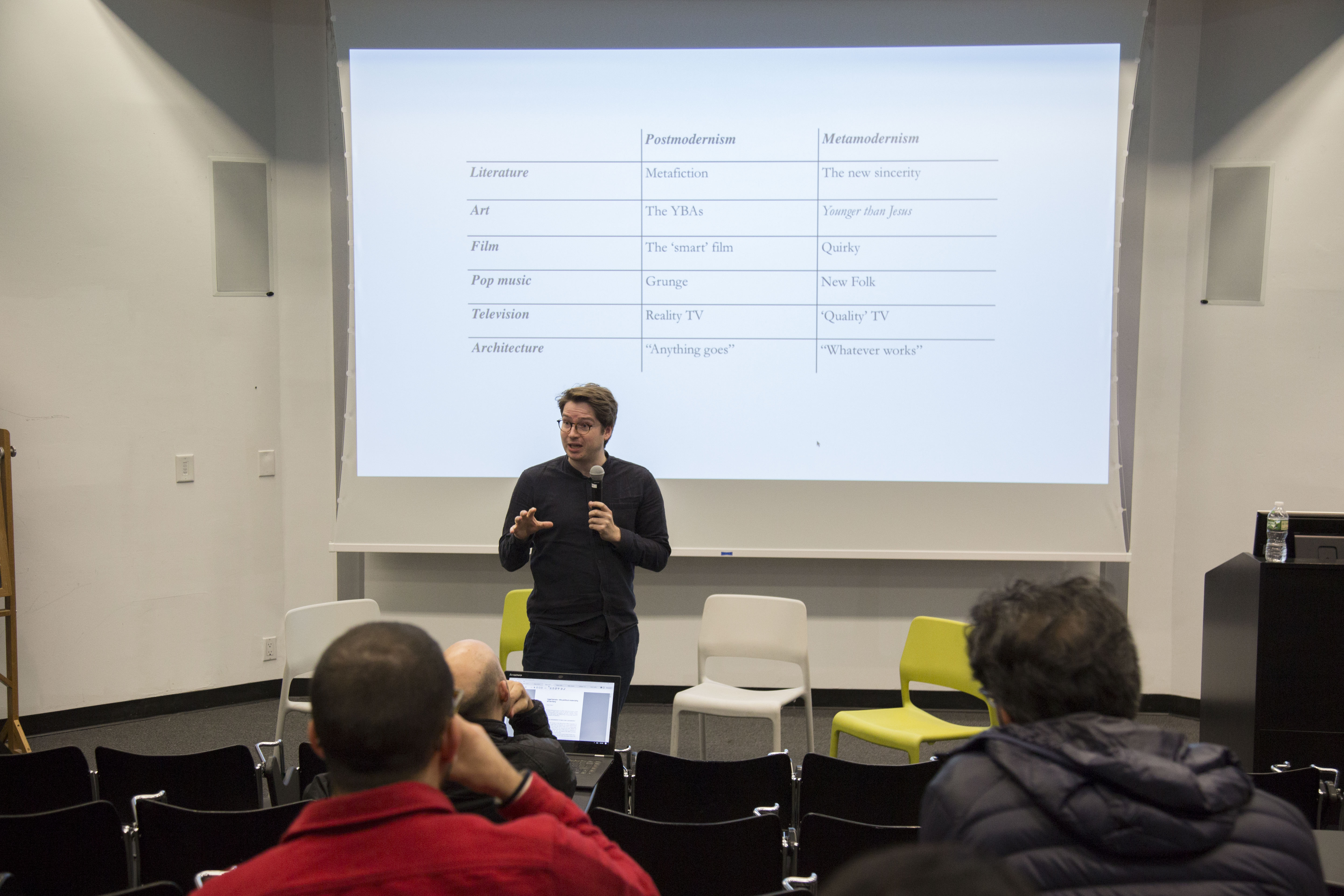
Timotheus Vermeulen 在哥伦比亚 GSAPP 讽刺与真诚之间的讲座

前缀“meta-”与其说是指反思立场或反复思考，不如说是指柏拉图说的 metaxy，它表示（元）对立的极点之间以及超越（元）极点之间的运动。  Vermeulen 和 van den Akker 将元现代主义描述为一种“感觉结构”，它在现代主义和后现代主义之间摇摆，就像“在无数极点之间摆动的钟摆”。 
他们写道：“在本体论上，元现代主义在现代与后现代之间摇摆。它在现代热情与后现代讽刺之间摇摆，在希望与忧郁之间摇摆，在天真与睿智之间摇摆，在同情与冷漠之间摇摆，在统一与多元之间摇摆，在整体与碎片之间摇摆，纯粹和模糊。事实上，通过来回摆动，元现代在现代与后现代之间进行协调。” 
根据 Vermeulen 的说法，对于元现代主义一代人，“宏大叙事既是必要的，又是问题所在，希望不是什么能随便怀疑的东西，爱也不一定是应该嘲笑的东西。
浪漫主义情感的回归被认为是元现代主义的一个关键特征，Vermeulen 和 van den Akker 在赫尔佐格和德梅隆的建筑以及巴斯·扬·阿德尔、彼得·多伊格、奥拉维尔·埃利亚松、凯伊·多纳奇、查尔斯·埃弗里和拉格纳·基亚坦森等艺术家的作品中观察到这一点。 他们声称，元现代主义的新浪漫主义方法是本着“将平凡与意义、寻常与神秘、熟悉与看上去的陌生、有限与无限的外表重新表征“的精神。通过这样，这些艺术家试图“重新感知从视线中消失的未来”。 
Vermeulen 断言: “元现代主义并不是一种哲学——它意味着一种封闭的本体论——更像是一种大众化的尝试，或者一种开源文档，将我们周围正在发生的事情联系起来，解释它在政治经济学和艺术领域中的作用。”
 